# China Properties Group
China Properties Group Limited（港交所：1838），前稱中國地產集團，是香港上市公司之一。 它的主要業務是中國大陸房地產住宅及商場、寫字樓物業項目的發展及銷售。公司註冊地點是開曼群島。核數師是香港立信德豪會計師事務所有限公司。

## 相關
- 宏觀調控
- 中國物業市場
- 上海物業市場
- 上海康城：上海閔行區的大型屋苑及零售社區。
- 協和城：是上海步行街南京路的大型綜合購物中心、商住項目。
- 董事總經理汪世忠：加州大學工程博士，太平協和董事，有多年土木工程經驗。 [5]